# Eric Ladin
Eric Ladin (* 16. Februar 1978 in Houston, Texas) ist ein US-amerikanischer Schauspieler.

## Werdegang
Eric Ladin wurde in der Stadt Houston, im US-Bundesstaat Texas geboren und besuchte nach der Schulzeit die USC School of Dramatic Arts. 
2001 war er erstmals vor der Kamera zu sehen, in einer Folge der Serie Boston Public. Seitdem war er vor allem als Gastdarsteller in Serie, wie CSI: Miami, Navy CIS, Emergency Room – Die Notaufnahme, Cold Case – Kein Opfer ist je vergessen, Criminal Minds, CSI: Vegas, The Mentalist, Suits, Castle und Dexter.
Eine seiner größeren Rollen spielte er als Jamie Wright in der Serie The Killing, von 2011 bis 2012. Weitere wiederkehrende Rollen übernahm er in Generation Kill und Mad Men. 2013 war er als J. Edgar Hoover in der HBO-Serie Boardwalk Empire zu sehen.
2014 besetzte Clint Eastwood ihn für seinen Film American Sniper in der Rolle des Squirrel. Seit 2017 ist er als Scott Anderson in der Serie Bosch zu sehen. 2018 spielte er Red Bama Jr. in Shooter. 2019 stellte er Gene Kranz in einer Nebenrolle in der Apple TV+-Produktion For All Mankind dar.
Ladin, der Jüdischen Glaubens ist, hat mit seiner Frau Katy, einer Modedesignerin, zwei Söhne, Maxfield David (* 2012) und Stormy Lee. Sie leben in Los Angeles.

## Filmografie (Auswahl)
- 2001: Boston Public (Fernsehserie, Episode 1x18)
- 2003: CSI: Miami (Fernsehserie, Episode 1x20)
- 2003: Navy CIS (NCIS, Fernsehserie, Episode 1x07)
- 2005: Emergency Room – Die Notaufnahme (ER, Fernsehserie, Episode 11x16)
- 2005: Cold Case – Kein Opfer ist je vergessen (Cold Case, Fernsehserie, Episode 3x04)
- 2007: The Unit – Eine Frage der Ehre (The Unit, Fernsehserie, Episode 2x17)
- 2007: Veronica Mars (Fernsehserie, Episode 3x16)
- 2008: Bar Starz
- 2008: Generation Kill (Fernsehserie, 7 Episoden)
- 2008: Bones – Die Knochenjägerin (Bones, Fernsehserie, Episode 4x08)
- 2008–2009: Mad Men (Fernsehserie, 4 Episoden)
- 2009: The Mentalist (Fernsehserie, Episode 2x06)
- 2010: Big Love (Fernsehserie, 3 Episoden)
- 2010: CSI: Vegas (Crime Scene Investigation, Fernsehserie, Episode 10x20)
- 2010: Criminal Minds (Fernsehserie, Episode 5x21)
- 2010: The Defenders (Fernsehserie, Episode 1x01)
- 2011: Suits (Fernsehserie, Episode 1x02)
- 2011: Castle (Fernsehserie, Episode 4x08)
- 2011–2012: The Killing (Fernsehserie, 26 Episoden)
- 2012: Justified (Fernsehserie, Episode 3x03)
- 2012–2013: Mudcats (Fernsehserie, 18 Episoden)
- 2013: Highland Park
- 2013: Dexter (Fernsehserie, Episode 8x12)
- 2013: Grey’s Anatomy (Fernsehserie, Episode 10x07)
- 2013: Boardwalk Empire (Fernsehserie, 6 Episoden)
- 2014: Annabelle
- 2014: American Sniper
- 2015: The Brink – Die Welt am Abgrund (The Brink, Fernsehserie, 10 Episoden)
- 2016: Rebirth
- 2016: Lucifer (Fernsehserie, Episode 2x02)
- 2016–2017: Longmire (Fernsehserie, 4 Episoden)
- 2017: Lethal Weapon (Fernsehserie, Episode 2x01)
- 2017–2021: Bosch (Fernsehserie)
- 2018: Six (Fernsehserie, 10 Episoden)
- 2018: Shooter (Fernsehserie, 5 Episoden)
- 2019: For All Mankind (Fernsehserie, 6 Episoden)
- 2020: Stumptown (Fernsehserie, Episode 1x17)
- 2020: Magnum P.I. (Fernsehserie, Episode 3x03)
- 2020: Die Helden der Nation (Fernsehserie, 8 Episoden)
- 2022: Ozark (Fernsehserie)
- 2022: Der Gesang der Flusskrebse (Where the Crawdads Sing)